# Lamalla.cat
Lamalla.cat va ser un diari digital impulsat per la Diputació de Barcelona que es va publicar entre 1999 i el 2012, quan va ser substituït per Xarxanoticies.cat. Al capdavant d'aquesta institució hi havia el PSC. Des del 2004 fins al 2012 lamalla.cat va ser gestionada per la Xarxa Audiovisual Local, igual que la Xarxa de Televisions Locals i el servei de continguts informatius La Xarxa.

## Història
El 1999 l'ús d'Internet s'estenia tant en els àmbits professionals com a les llars de tot Catalunya. Calia explorar les possibilitats de la nova xarxa i posar-la al servei de la comunicació i de la informació de proximitat. En l'àmbit local sorgia la necessitat de posar la nova eina al servei de ciutadans, entitats i municipis i de treballar conjuntament amb altres serveis i mitjans que també tenien la comunicació local com a objectiu comú. Així és com la Diputació de Barcelona va decidir posar en marxa laMalla, un dels primers espais de servei i d'informació en català que es van crear a Internet.
Des de llavors el projecte va viure renovacions tecnològiques, actualitzacions i fins i tot una refundació. Els canvis van ser especialment intensos des del 2007, quan es va decidir reforçar la informació local i fer els primers passos per renovar gràficament el diari. Aquell any laMalla va multiplicar per set la seva oferta de notícies de proximitat. Amb el nom genèric d'Infolocal, es van crear set canals específics per a les diferents zones del territori català (Barcelona, Catalunya central, Camp de Tarragona, Terres de l'Ebre, Girona, Lleida i Alt Pirineu-Aran).
El diari també es va dotar de les primeres corresponsalies i va establir acords de col·laboració amb altres mitjans digitals d'àmbit local com Tinet.cat i Capgros.com. El 2008 laMalla va estrenar una nova imatge i va adoptar el domini ‘.cat’ com a URL principal i marca del diari digital, i va esdevenir lamalla.cat. D'altra banda, l'oferta de canals locals va passar de set a nou, amb la segregació del canal Infolocal Barcelona en dues opcions diferenciades: una dedicada a la ciutat de Barcelona i la seva àrea metropolitana i una altra destinada a la informació de les comarques del Vallès Occidental, Vallès Oriental, Maresme, Garraf i Alt 
Penedès. A més, el diari es va fer més multimèdia i va incrementar en més d'un 200% la presència de continguts en vídeo generats per La Xarxa, el servei de continguts informatius de la Xarxa de Televisions Locals.
El 2009 lamalla.cat va passar a oferir en directe els informatius i els programes d'esports de la Xarxa de Televisions Locals. Aquell any també va crear lamalla.tv, una versió del diari digital netament audiovisual que permetia seguir la informació diària a través dels vídeos produïts pel servei de continguts informatius La Xarxa i per la redacció de lamalla.cat.
L'any 2006 el diari va obtenir el Premi Lliri de l'Associació de Dones Periodistes de Catalunya.